# Mallacoota Airport
Mallacoota Airport är en flygplats i Australien. Den ligger i kommunen East Gippsland och delstaten Victoria, omkring 420 kilometer öster om delstatshuvudstaden Melbourne.
Trakten är glest befolkad. Närmaste större samhälle är Mallacoota, nära Mallacoota Airport. Genomsnittlig årsnederbörd är 1 214 millimeter. Den regnigaste månaden är juni, med i genomsnitt 236 mm nederbörd, och den torraste är juli, med 42 mm nederbörd.